# Wyoming megyéinek listája

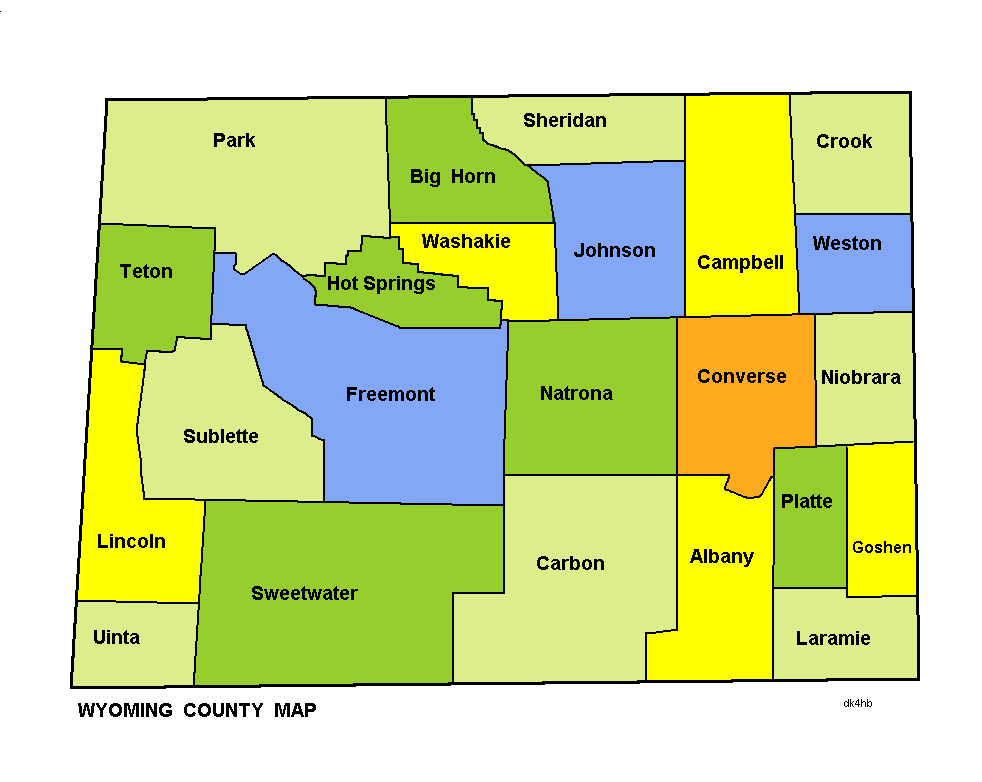
Wyoming megyéinek térképe

Wyoming elhelyezkedése az USA-ban

Ezen oldalon Wyoming megyéinek listája található. Wyoming egy állam az Amerikai Egyesült Államok középső-nyugati részén. Összesen 23 megyét foglal magába. A korábbi Wyoming Territory közigazgatási szerveződése összesen öt megyére oszlott. Laramie és Carter megyéket 1867-ben alapították, Carbon és Albany megyéket 1868-ban, míg Uinta megye egy beolvasztott megye, amelynek területe Montanától a Wyoming-Utah államhatárig ért. 1890. július 10-én Wyoming államot az Unió elismerte tagjaként. Az államnak ekkor tizenhárom megyéje volt. Tíz további megyét azt követően hoztak létre, miután elnyerte a terület államként való elismerését.
Három megyét átneveztek a megalakítását követően. Carter megye 1869. december elseje óta Sweetwater megye néven létezik tovább. Hanover megye 1911 összesen hét napig létezett ezen a néven, majd átnevezték Washakie megyére. Pease megye 1875-ben jött létre, majd 1879-ben átnevezték Johnson megyére.
A Federal Information Processing Standard (FIPS) kód, melyet az Amerikai Egyesült Államok kormánya használ a tagállamok és a megyék azonosítása céljából, az mindegyik megyét önálló elemként veszi számba. Wyoming állam kódja az 56-os, melyet, ha a megyei kódokkal kombinálnak, akkor az állam kódja alkotja az öt számjegyű kód első két tagját. Például 56XXX. A FIPS kódhoz van az adott megye népszámlálási adatainak nyilvántartása is hozzárendelve.

## A megyék listája
| Megye       | FIPS kód | Miből alakult meg                                  | Etimológia | Székhelye   | Alapítás éve | Lakosok száma (fő) 2010. július 1. | Terület (km²) | Térkép |
| ----------- | -------- | -------------------------------------------------- | --- | ----------- | ------------ | ---------------------------------- | ------------- | ------ |
| Albany      | 001      | Az eredeti öt megye egyike                         | A New York állambeli Albanyről, ahonnan a megye első lakosai érkeztek. | Laramie     | 1868         | 37276                              | 11 070        |        |
| Big Horn    | 003      | Sheridan, Johnson és Fremont megyékből.            | A Big Horn-hegységről, amely az állam északi részén húzódik. | Basin       | 1896         | 11794                              | 8 125         |        |
| Campbell    | 005      | Weston és Crook megyékből.                         | John Allen Campbellről (1835–80), aki Wyoming Terület első kormányzója volt 1869 és 1875 közt. | Gillette    | 1911         | 47874                              | 12 424        |        |
| Carbon      | 007      | Az eredeti öt megye egyike                         | A megye alatt húzódó szénmezőkről kapta nevét. | Rawlins     | 1868         | 15666                              | 20 453        |        |
| Converse    | 009      | Laramie és Albany megyék részeiből.                | A.R. Converse, cheyenne-i bankár és földtulajdonosról kapta nevét. | Douglas     | 1888         | 14008                              | 11 020        |        |
| Crook       | 011      | Laramie és Albany megyék részeiből.                | George Crook (1828–90) tábornokról, aki az amerikai polgárháború egyik katonai vezetője volt és részt vett az indián háborúkban is.                                                                  | Sundance    | 1875         | 7155                               | 7 405         |        |
| Fremont     | 013      | Sweetwater megye része volt.                       | John Charles Frémont (1813–90) felfedezőről, aki Kalifornia állam kormányzója volt és az első olyan elnökjelölt volt, aki a rabszolgaság eltörléséért kiálló ellenzéki politikai párt indulója volt. | Lander      | 1884         | 41110                              | 23 784        |        |
| Goshen      | 015      | Laramie megye területéből.                         | Goshen földjéről, amely a bibliai paradicsom földje | Torrington  | 1911         | 13636                              | 5 763         |        |
| Hot Springs | 017      | Fremont, Big Horn és Park megyék területeiből.     | A Thermopolisnál feltörő forróvizes forrásokról kapta nevét. | Thermopolis | 1911         | 4822                               | 5 190         |        |
| Johnson     | 019      | Carbon és Sweetwater megyékből.                    | E.P. Johnsonról kapta nevét, aki a wyomingi Cheyenneben ügyvéd volt. | Buffalo     | 1875         | 8615                               | 10 790        |        |
| Laramie     | 021      | Az eredeti öt megye egyike                         | Jacques La Ramee (1785?–1821) francia prémvadászról kapta nevét. | Cheyenne    | 1867         | 94483                              | 6 957         |        |
| Lincoln     | 023      | Uinta megye része volt.                            | Abraham Lincolnról (1809–65), az Amerikai Egyesült Államok elnökéről. | Kemmerer    | 1911         | 17961                              | 10 539        |        |
| Natrona     | 025      | Carbon megye része volt.                           | A nátron, vagy más néven szódakicsapódásokról, melyek a megye területén lelhetőek fel. | Casper      | 1888         | 78621                              | 13 831        |        |
| Niobrara    | 027      | Converse megye részét                              | A Niobara-folyóról, amely keresztülfolyik az államon. | Lusk        | 1911         | 2456                               | 6 801         |        |
| Park        | 029      | Big Horn megye részét képezte.                     | A Yellowstone Nemzeti Parkról, amely a megye jelentős részét lefedi. | Cody        | 1909         | 28702                              | 17 982        |        |
| Platte      | 031      | Laramie megye részét képezte.                      | A North Platte folyóról kapta nevét. A Plate franciául a sík jelentéssel bír. | Wheatland   | 1911         | 8756                               | 5 400         |        |
| Sheridan    | 033      | Johnson megye része volt.                          | Philip Sheridan (1831–88) tábornokról, az amerikai polgárháború uniós seregeinek vezetőjéről kapta nevét.                                                                                            | Sheridan    | 1888         | 29596                              | 6 535         |        |
| Sublette    | 035      | Fremont és Lincoln megyék területeiből jött létre. | William Subletteről, aki telepes és prémvadász volt. | Pinedale    | 1921         | 10368                              | 12 644        |        |
| Sweetwater  | 037      | Az eredeti öt megye egyike                         | A Sweetwater-folyóról, a North Platte-folyó mellékfolyója, ami keresztülfolyik az államon. | Green River | 1867         | 45267                              | 27 003        |        |
| Teton       | 039      | Lincoln megye egy részét képezte                   | A Teton-hegységről, amely egy kisebb hegyvonulat Idaho és Wyoming államok határán. | Jackson     | 1921         | 21675                              | 10 381        |        |
| Uinta       | 041      | Az eredeti öt megye egyike                         | Az Uintah-hegységről és az uinta indián törzsről. | Evanston    | 1869         | 21025                              | 5 392         |        |
| Washakie    | 043      | Big Horn megye egy részéből                        | Washakie (1804–1900), soson vezetőről kapta nevét. | Worland     | 1911         | 8464                               | 5 802         |        |
| Weston      | 045      | Crook megye egy részéből                           | John Westonról (1831–95) kapta nevét, aki az első vasútvonal megépítéséhez járult hozzá jelentős mértékben.                                                                                          | Newcastle   | 1890         | 7082                               | 6 211         |        |